# 孔靖之
孔靖之（？—？），孔子后裔，代次、世系均不详。
东晋太元十一年八月庚午（386年9月10日），晋孝武帝封孔靖之为奉圣亭侯，负责祭祀孔子。后世孔子世家谱，没有孔靖之，孔继涑分析说，可能是北魏孔灵珍被封为崇圣侯之后，尊自己的四代祖先孔抚、孔懿、孔鲜、孔乘为嫡裔，而正史记载的东晋南朝所封的数人，子孙不嗣，家乘失传。
| 前任： 孔亭 | 东晋奉圣亭侯 386年—431年之前 | 繼任： 孔继之 |